# Спрінгдейл (Вашингтон)
Спрінгдейл (англ. Springdale) — місто (англ. town) в США, в окрузі Стівенс штату Вашингтон. Населення — 234 особи (2020).

## Географія
Спрінгдейл розташований за координатами 48°3′26″ пн. ш. 117°44′48″ зх. д. / 48.05722° пн. ш. 117.74667° зх. д. (48.057152, -117.746639).  За даними Бюро перепису населення США в 2010 році місто мало площу 2,95 км², уся площа — суходіл.

## Демографія
Згідно з переписом 2010 року, у місті мешкало 285 осіб у 105 домогосподарствах у складі 75 родин. Густота населення становила 96 осіб/км².  Було 118 помешкань (40/км²).
Расовий склад населення:
| - 88,4 % — білих - 4,6 % — корінних американців - 1,4 % — чорних або афроамериканців - 1,1 % — осіб інших рас |

До двох чи більше рас належало 4,6 %. Частка іспаномовних становила 6,0 % від усіх жителів.
За віковим діапазоном населення розподілялося таким чином: 27,0 % — особи молодші 18 років, 55,8 % — особи у віці 18—64 років, 17,2 % — особи у віці 65 років та старші. Медіана віку мешканця становила 37,9 року. На 100 осіб жіночої статі у місті припадало 128,0 чоловіків;  на 100 жінок у віці від 18 років та старших — 112,2 чоловіків також старших 18 років.
Середній дохід на одне домашнє господарство  становив 30 239 доларів США (медіана — 24 750), а середній дохід на одну сім'ю — 37 207 доларів (медіана — 40 417). Медіана доходів становила 35 694 долари для чоловіків та 24 167 доларів для жінок. За межею бідності перебувало 22,9 % осіб, у тому числі 23,6 % дітей у віці до 18 років та 10,7 % осіб у віці 65 років та старших.
Цивільне працевлаштоване населення становило 51 осіб. Основні галузі зайнятості: мистецтво, розваги та відпочинок — 29,4 %, будівництво — 21,6 %, транспорт — 13,7 %, виробництво — 11,8 %.